# Braune Schwimmnatter
Die Braune Schwimmnatter (Nerodia taxispilota) wird auch Braune Wassernatter oder Braune Wasserschlange genannt. Sie ist in den südöstlichen USA von Virginia bis Alabama verbreitet und kommt dort an Fluss- und Seeufern sowie in Sümpfen vor.

## Beschreibung
Mit einer Länge von 120 bis 170 cm ist N. taxispilota eine große gedrungene Wassernatter, die auf hell- bis dunkelbraunem Grund drei Reihen mehr oder weniger quadratischer, versetzt angeordneter Flecken trägt. Die Bauchseite ist gelb mit auffälliger Fleckung.

## Lebensweise
Braune Schwimmnattern sind tagaktiv und ernähren sich hauptsächlich von Fischen und Fröschen. Sie können ausgezeichnet klettern und sonnen sich häufig auf über der Wasserfläche hängenden Zweigen. Die Paarung erfolgt im April oder Mai, und im Sommer werden bis zu 50 Junge zur Welt gebracht, die schon eine Länge von 50 cm erreichen.
Diese Natter ist eine wehrhafte Art, die sich nicht nur durch das Entleeren übelriechenden Analsekrets, sondern auch durch heftige und schmerzhafte Bisse verteidigt.